# Marie Cappart
Pour les articles homonymes, voir Cappart.
Marie Cappart, née le 29 septembre 1975 à Uccle (Région de Bruxelles-Capitale), est une historienne, généalogiste et auteure belgo-britannique. Elle est connue également pour ses apparitions dans des émissions de radio ou de télévision ou encore comme représentante de MyHeritage pour la Belgique et la France.

## Biographie
Belge par son père et anglaise par sa mère, elle est née et a grandi à Bruxelles, où elle vit toujours actuellement.
Historienne de formation (Université libre de Bruxelles), elle est passionnée d'histoire familiale et est notamment l'auteure des guides "Retrouvez ses ancêtres en Grande-Bretagne" (Archives Et Culture, 2013) et "Le guide de la généalogie en Belgique" (Jourdan, 2017), ce qui lui vaut différentes apparitions dans de nombreux médias,,,,,,,,,,,.
Depuis 2017, elle tient la chronique "Vu de Belgique" dans La Revue française de généalogie.
Elle est également conférencière (notamment à RootsTech, au Salon de Paris et au THE Genealogy Show) et enseignante, notamment à l'UTAN, à l'Université de Namur, où elle a donné le cours de Généalogie de 2018 à 2022.
Outre la généalogie, ses domaines d'expertise incluent la Première Guerre mondiale,,,,, la Seconde guerre mondiale, les familles royales (dont la britannique,,) ou encore l'histoire culinaire,. Elle est à ce titre consultante historique pour différents médias belges et internationaux.
Elle est membre de l'APG (Association of Professional Genealogists) et de Familiekunde Vlaanderen.
Ces dernières années, elle s'est intéressée de plus près aux derniers développements en matière de généalogie génétique et travaille également pour MyHeritage depuis 2020,,, où elle s'est fait remarquer notamment en aidant la famille Rossler.

## Publications
- Retrouver ses ancêtres en Grande-Bretagne, Archives et Culture, 2013
- Le guide de la généalogie en Belgique, Éditions Jourdan, 2017
- Frères ennemis, frères de sang, frères de lait - Les fratries dans l'Histoire, Éditions Jourdan, 2018

## Pour approfondir